# Народні збори Гагаузії
Народні збори Гагаузії (гаг. Gagauzianin Halk Topluşu, рос. Народное Собрание Гагаузии, рум. Adunarea Populară a Găgăuziei) — представницький і законодавчий орган АТУ Гагаузія. Складається з 35 депутатів, яких вибирають щочотири роки в одномандатних територіальних округах.
Вибори в Народні збори проходили в 1995, 1999, 2003, 2008,  2012 і 2016 роках.

## Компетенція органу
Депутатом Народних зборів може бути обраний громадянин Республіки Молдова, який досяг віку 21 року, має виборче право та мешкає на момент виборів на території територіального округу, який представляє громадянин.
Для забезпечення діяльності Народних зборів серед депутатів обирають Голову, його заступників і Президію Народних зборів. Голова Народних зборів повинен володіти гагаузькою мовою. Голова і його заступники обираються з числа депутатів таємним голосуванням більшістю голосів обраних депутатів на строк повноважень Народних зборів. Один із заступників Голови Народних зборів Гагаузії повинен бути іншого етнічного походження, ніж гагаузьке.
До компетенції Народних зборів належить, зокрема:
1. прийняття Статуту Гагаузії (рос. Уложение Гагаузии) та внесення змін до нього
2. ухвалення місцевих законів в області:
а) науки, культури, освіти;
б) житлово-комунального господарства, благоустрою;
в) охорони здоров'я, фізичної культури і спорту;
г) місцевої-бюджетно-фінансової та податкової діяльності;
д) економіки й екології;
е) трудових відносин і соціального забезпечення;
3. тлумачення місцевих законів;
4. вирішення у визначеному законом порядку питань адміністративно-територіального поділу Гагаузії;
5. участь у здійсненні внутрішньої та зовнішньої політики Республіки Молдова з питань, що стосуються інтересів Гагаузії;
6. затвердження за поданням Глави Гагаузії структури і складу Виконавчого Комітету Гагаузії, а також надання згоди на призначення та звільнення з посади голів адміністрацій районів Гагаузії;
7. визначення порядку організації та діяльності органів місцевого публічного управління;
8. відсторонення від посади посадових осіб органів публічного управління Гагаузії;
9. скасування повністю або частково постанов і розпоряджень Виконавчого Комітету та інших органів публічної влади Гагаузії в разі їх суперечності чинному Статуту і місцевим законам;
10. подання суддів судових інстанцій для їх призначення і звільнення з посади відповідно до законодавства Республіки Молдова ;
11. затвердження програм економічного, соціального та національно-культурного розвитку, охорони довкілля;
12. призначення і проведення виборів Народних Зборів Гагаузії, Голови Гагаузії, органів місцевого публічного управління, затвердження складу Центральної виборчої комісії щодо виборів Народних Зборів, Голови Гагаузії та органів місцевого публічного управління;
13. призначення і проведення місцевого референдуму з питань, що відносяться до компетенції Гагаузії;
14. прийняття законів про символіку Гагаузії;
15. затвердження нагород і встановлення почесних звань Гагаузії;
16. розгляд питання і вихід з ініціативою до Парламенту Республіки Молдова про оголошення на території Гагаузії надзвичайного стану і стану облоги і про введення в зазначеному випадку особливої форми правління з метою захисту і забезпечення безпеки населення Гагаузії;
17. звернення у встановленому законом порядку до Конституційного суду Республіки Молдова із запитом про конституційність актів законодавчої та виконавчої влади Республіки Молдова у разі порушення ними повноважень Гагаузії;
18. затвердження бюджету Гагаузії, здійснення контролю за його виконанням і уточнення бюджету;
19. законодавче регулювання порядку володіння, розпорядження та користування землею та іншими природними ресурсами, що знаходяться на території Гагаузії.

## Вибори 2012
У виборчій кампанії взяли участь 165 кандидатів. 35 обраних депутатів (34 чоловіка та одна жінка) представляло такі політичні сили:
- Незалежні кандидати — 25
- Партія комуністів Республіки Молдова — 7
- Ліберал-демократична партія Молдови — 2
- Партія соціалістів Республіки Молдова — 1

Головою Народних зборів вибрано Дмитра Константинова. Перший заступник голови — Дем'ян Карасені, заступник — Олександр Тарнавський.